# Aafia Siddiqui
Aafia Siddiqui (Karachi, 2 de marzo de 1972) es una neurocientífica pakistaní. Está cumpliendo una sentencia de 86 años por delitos graves en el Centro Médico Federal, Carswell en Fort Worth (Estados Unidos).

## Biografía
Siddiqui nació en Karachi (Pakistán) en el seno de una familia musulmana sunita. Desde 1990 estudió en Estados Unidos y obtuvo un doctorado en neurociencia de la Universidad de Brandeis en 2001. Regresó a Pakistán por un tiempo tras los ataques del 11 de septiembre y nuevamente en 2003 durante la guerra en Afganistán. Khalid Sheikh Muhammad la nombró mensajera y financista de Al-Qaeda, y fue incluida en la lista de terrorismo del FBI. Es hasta la fecha la única mujer que ha aparecido en la lista. Por ese entonces, ella y sus tres hijos fueron presuntamente secuestrados en Pakistán.
Cinco años más tarde, reapareció en Ghazni, Afganistán, y fue arrestada por la policía afgana y retenida para ser interrogada por el FBI. Mientras estaba bajo custodia, Siddiqui supuestamente le dijo al FBI que se había escondido, pero luego rechazó su testimonio y afirmó que había sido secuestrada y encarcelada. Los partidarios creen que estuvo cautiva en la Base de la Fuerza Aérea de Bagram como una prisionera fantasma, cargos que el gobierno de Estados Unidos niega.
Durante el segundo día bajo custodia, supuestamente disparó a personal visitante del FBI y del Ejército con una carabina M4 que uno de los interrogadores había colocado en el suelo a sus pies. Recibió un disparo en el torso cuando un suboficial devolvió el fuego. Fue hospitalizada, tratada y luego extraditada a Estados Unidos, donde en septiembre de 2008 fue acusada de agresión e intento de asesinato de un soldado estadounidense en la comisaría de Ghazni, cargos que negó. Fue declarada culpable el 3 de febrero de 2010 y luego sentenciada a 86 años de prisión, a pesar de que su defensa señaló que los nueve testigos del gobierno ofrecieron versiones contradictorias sobre cuántas personas había en la habitación, dónde estaban colocadas y cuántos disparos se hicieron.
Su caso ha sido llamado un "punto álgido de las tensiones entre Estados Unidos y Pakistán", y "uno de los más misteriosos en una guerra secreta llena de misterios". En Pakistán, su arresto y condena fue visto por el público como un "ataque al Islam y los musulmanes", y provocó grandes protestas en todo el país; mientras estaba en Estados Unidos, algunos la consideraban especialmente peligrosa como "uno de los pocos presuntos asociados de Al Qaeda con la capacidad de moverse por los Estados Unidos sin ser detectados y la experiencia científica para llevar a cabo un ataque sofisticado". Varias organizaciones de medios la han llamado "Lady al-Qaeda" debido a su supuesta afiliación con islamistas. Los medios de comunicación paquistaníes llamaron al juicio una "farsa", mientras que otros pakistaníes calificaron esta reacción de "nacionalismo pakistaní instintivo". El primer ministro en ese momento, Yousaf Raza Gillani, y el líder opositor Nawaz Sharif, prometieron presionar para su liberación.
ISIS se ha ofrecido a cambiarla por prisioneros en dos ocasiones: una vez por James Foley y otra por Kayla Mueller.